# Старий Двур (Воловський повіт)
Старий Двур (пол. Stary Dwór) — село в Польщі, у гміні Бжег-Дольний Воловського повіту Нижньосілезького воєводства.
Населення — 198 осіб (2011).

## Демографія
Демографічна структура станом на 31 березня 2011 року:
|          | Загалом | Допрацездатний вік | Працездатний вік | Постпрацездатний вік |
| -------- | ------- | ------------------ | ---------------- | -------------------- |
| Чоловіки | 95      | 21                 | 68               | 6                    |
| Жінки    | 103     | 23                 | 59               | 21                   |
| Разом    | 198     | 44                 | 127              | 27                   |